# Gastrotheca ochoai
Gastrotheca ochoai é uma espécie de anfíbio da família Hemiphractidae.
É endémica do Peru.
Os seus habitats naturais são: regiões subtropicais ou tropicais húmidas de alta altitude.
Está ameaçada por perda de habitat.